# SM U–6 (Osztrák–Magyar Monarchia)
Az SM U-6 vagy U-VI a Császári és Királyi Haditengerészet Holland-típusú tengeralattjárója volt. A hajót az Osztrák–Magyar Monarchia megrendelésére kezdték el építeni a fiumei Whitehead Torpedó- és Gépgyár gyártósorain testvérhajójával, az SM U–5-tel együtt, a két hajó ára akkori értéken 2 700 000 korona volt.

## Tervezése és építése
A Császári és Királyi Haditengerészet a századfordulón megkezdődött flottafejlesztésének keretében különböző gyáraktól az első világháború kitöréséig hat búvárnaszádot vásárolt, melyeknek utolsó két darabját jelentette a fiumei Whitehead Torpedó- és Gépgyártól megrendelt ún. Holland-típusú SM U–5 és SM U–6 jelzésű tengeralattjárók.
A gyárat vezető Robert Whitehead 1906-ban vásárolta meg az amerikai Elektric Boat & Co. cégtől egy Holland-típusú tengeralattjáró szabadalmát, majd kisebb módosításokat követően megkezdte egy ilyen naszád építését. Tervei szerint a megépült naszádot a Császári és Királyi Haditengerészetnek ajánlja megvételre, amely érdeklődőnek bizonyult és a tervek bemutatását követően 1907. július 15-én két búvárnaszád megépítésére írt alá szerződést Whitehead vállalatával. A két hajónak a szerződés aláírását követő huszonkét hónap alatt kellett megépülnie, a szerződést 1907. december 3-án hagyta jóvá a Hadügyminisztérium, a két hajó megépítésének költsége összesen 2 700 000 koronát tett ki.

## Parancsnokai
| Név                      | Rang           | Hivatal kezdete     | Hivatal vége        |
| ------------------------ | -------------- | ------------------- | ------------------- |
| Georg von Trapp          | sorhajóhadnagy | 1910. július 1.     | 1913. június 24.    |
| Nikolaus Halavanja       | sorhajóhadnagy | 1913. június 24.    | 1915. július 22.    |
| Albrecht Graf von Attems | fregatthadnagy | 1915. július 22.    | 1915. augusztus 5.  |
| Urban Passerar           | sorhajóhadnagy | 1915. augusztus 5.  | 1915. augusztus 31. |
| Lüdwig Eberhardt         | sorhajóhadnagy | 1915. augusztus 31. | 1915. október 10.   |
| Nikolaus Halavanja       | sorhajóhadnagy | 1915. október 10.   | 1915. november 21.  |
| Hugo von Falkhausen      | sorhajóhadnagy | 1915. november 21.  | 1916. május 13.     |